# Novo mesto
Nôvo mésto () je sedmo mesto po velikosti v Sloveniji s skoraj 24.500 prebivalci (2024), središče zgodovinske pokrajine Dolenjske in Jugovzhodne statistične regije.
V mestu je sedež mestne občine Novo mesto, upravne enote in rimskokatoliške novomeške škofije (z Zavodom Friderika Ireneja Barage in Konservatorijem za glasbo Jurija Slatkonje). V mestu imajo sedež tudi novomeška univerza in Univerzitetno in raziskovalno središče, Inštitut Rudolfovo, ena najstarejših gimnazij v Sloveniji, šolski center z največjo višjo strokovno šolo v Sloveniji, Dolenjski muzej z galerijo Jakčev dom, Knjižnica Mirana Jarca, Kulturni center Janeza Trdine z galerijo Kocka, Galerija Simulaker in najmlajše slovensko profesionalno gledališče Anton Podbevšek teater.  
V Novem mestu izhaja od leta 1950 tedenski informativni pokrajinski časopis Dolenjski list, Založba Goga izdaja literarno-kulturno revijo Rast. Od 1987 oddaja regionalni radio Studio D, od leta 1993 pa Radio Sraka in od leta 1995 Radio Krka. Leta 1990 je Novo mesto dobilo še lokalno televizijo Vaš kanal.
Leta 1923 je bilo k Novemu mestu priključeno naselje Kandija.
Leta 1979 pa so bila k naselju Novo mesto v celoti priključena naslednja naselja: Brod (ob Popisu 1971 je imelo naselje 247 prebivalcev), Bršljin (520), Cegelnica pri Novem mestu (307), Dolenje Kamence (316), Gotna vas (470), Groblje (34), Irča vas (376), Jedinščica (132), Krka (141), Ločna (246), Mačkovec pod Trško Goro (192), Mala Bučna vas (239), Muhaber (288), Potočna vas (113), Ragovo (95), Regrča vas (587), Šmihel pri Novem mestu (504), Velika Bučna vas (185), Velika Cikava (51) in Žabja vas (761).

## Geografija in demografija
Novo mesto je upravno središče Dolenjske. Leži sredi gričevnate pokrajine v rečnem zavoju reke Krke na nadmorski višini 202 m, (45°48′13″N 15°10′31″E / 45.80361°N 15.17528°E). Mestni obod sestavljajo na jugovzhodu Gorjanci, na jugozahodu Ljuben (546 m), na zahodu izrastki Kočevskega Roga, na severu pa vinorodna Trška gora (428 m).
Staro mestno jedro, ki je krožne oblike s polmerom okoli 250 m, stoji na skalnatem apnenčastem pomolu. Obliva ga počasna sivozelena Krka v treh zaporednih rečnih zavojih. Med njimi je troje pomolov. Na najbolj izrazitem srednjem pomolu stoji mesto, druga dva pa zarašča gozd; na zahodu Portoval(d), na vzhodu Ragov log, ki je delno preurejen v park in od 1955. leta povezan z levim bregom Krke po leseni brvi. Oba imata zdaj športno-rekreacijsko vlogo.
Polotok z mestnim jedrom se najvišje dviga s Kapiteljskim hribom (202 m), ki se proti jugozahodu strmo spušča h Krki. Tu je nastal znameniti Breg, ki daje mestu svojevrstno obeležje. Najlepši pogled se odpira z vzhoda in zahoda in so ga zato pogosto upodobili slikarji, zlasti Jakac in Lamut. Skalnati strmi breg Krke prehaja od Brega proti zahodu v aluvialno rečno teraso Loko. Zdaj so tu športna igrišča. Gladina Krke je pod Novim mestom pri zgornjem jezu ob nekdanjem mlinu na nadmorski višini 162 m. Jez je ohranjen iz higienskih razlogov zaradi kanalov, speljanih v reko.
Iz starega jedra se mesto pahljačasto širi ob dohodnih cestah. Na severozahodu proti vasi Prečna je najstarejši del mesta, prometno-transportni in industrijski Bršljin s Cegelnico, Muhaberjem ter Malo in Veliko Bučno vasjo ob cesti proti Mirni peči (k mestu spadata še Potočna vas in Dolenje Kamence, ne pa tudi vasi Gorenje Kamence, Hudo in Daljni Vrh). Severno od starega mesta je vzpetina (grič) Marof in predmestje Mestne njive, sledijo industrijski kompleksi Ločne in Mačkovca na severovzhodu v smeri proti Otočcu oziroma Trški gori, na desnem bregu Krke so zaselki Ragovo, Graben in Krka ter rekreacijsko območje Drgančevje, lokacija bodočega univerzitetnega kampusa. Na vzhodnem robu Novega mesta je Velika Cikava in samostojno naselje Mala Cikava z gospodarsko cono Cikava ter bližnji Mali Slatnik in Smolenja vas, na jugovzhodu Žabja vas, Gotna vas in Jedinščica pod Poganškim vrhom (proti Stopičam, Dolnji Težki Vodi in Beli krajini), na jugu so mestni predeli Kandija, Grm ob istoimenski graščini in Šmihel z Regrčo vasjo pod Železnim hribom ter samostojna vas Škrjanče, na zahodu pa so naselja Drska, Irča vas in Brod v smeri proti Straži na desnem ter Groblje na levem bregu Krke, kot tudi vas Srebrniče z novim novomeškim pokopališčem (edinim gozdnim pokopališčem v Sloveniji).
V Krko, katere pretok silno koleba med 2 in 300 m³/s, se izlivata z desne strani Težka voda v Kandiji in z leve Bršljinski potok v prvem zavoju reke, na vzhodnem obrobju pa z desne tudi Slatenski potok, ki teče med Mahovim in Velikim hribom skozi Veliki in Mali Slatnik ter se izliva v Krko pri Grabnu. Tik ob njeni strugi je več kraških izvirov; med njimi je zelo močan izvir na desnem bregu ob Kandijskem mostu.
Vremenska opazovanja datirajo od 1880. leta. Zaradi prepletajočih se vplivov panonskega in gorskega podnebja zelo kolebajo povprečne mesečne temperature in padavine. Povprečna letna temperatura znaša 9,6 °C, januarska - 1,9 °C in julijska + 19,5 °C. Letna množina padavin je v povprečju 1260 mm. Prevladuje severozahodni, vzhodni in jugozahodni veter, ki ima pozimi večkrat značaj fena. Najbolj vetrovno je od februarja do aprila.
Mesto je trgovsko, upravno, zdravstveno, izobraževalno, prometno (železniško vozlišče, na severnem obrobju se mestu približa Avtocesta A2 Karavanke - Ljubljana - Zagreb z dvema izvozoma za Novo mesto) in kulturno središče, sodobni urbanizacijski tokovi pa so zajeli tudi širše podeželje, ki je izgubilo kmetijsko vlogo. V mestu in okolici so se razvile avtomobilska (Revoz - bivši IMV, Adria Mobil, TPV-Tovarna posebnih vozil), farmacevtska in kozmetična (Krka), tekstilna (Labod, prej tudi Novoteks), lesna (Novoles), obutvena in elektrotehnična industrija ter industrija izolacijskih materialov. Eno največjih slovenskih gradbenih podjetij Pionir Novo mesto je šlo 1996 v stečaj, zdaj pa so tam CGP, družba za gradbeništvo, inženiring, proizvodnjo in vzdrževanje cest in GPI.
Novo mesto ima 5 osnovnih šol (OŠ Grm, OŠ Bršljin, OŠ Drska, OŠ Center, OŠ Šmihel), glasbeno šolo, gimnazijo, ki je druga najstarejša šola z gimnazijskim programom na ozemlju današnje Slovenije, več srednjih šol, združenih v Šolski center Novo mesto z višjo strokovno šolo in z leta 1999 zgrajeno Športno dvorano Leona Štuklja, ki ustreza evropskim standardom za igranje košarke, odbojke in rokometa ter posebej Ekonomska šola Novo mesto z višjo strokovno šolo - program medijske produkcije, Univerzitetno in raziskovalno središče oz. zasebno Univerzo v Novem mestu z več fakultetami. Tu so sedeži ustanov regijskega pomena na področju zdravstva (Splošna bolnišnica Novo mesto, urgentni center in zdravstveni dom), bančništva, telekomunikacij in elektronskih medijev (Radio Krka, Radio Center, Radio Sraka, TV Vaš kanal Novo mesto), pravosodja, zavarovalništva, zaposlovanja. V mestu je poleg Športne dvorane Leona Štuklja več športnih objektov: Stadion Portoval, Športna dvorana Marof, zahodno od mesta pri Češči vasi pa je od 2019 Olimpijski center Novo mesto, ki gosti atletska tekmovanja in v katerem je eden izmed dveh slovenskih velodromov (zgrajen že 1996), v gradnji pa je tudi novomeški pokriti bazen v Češči vasi. Še bolj zahodno pa je športno Letališče Novo mesto-Prečna, ki delno leži že v Občini Straža.

## Zgodovina

### Bronasta in železna doba
Bronasta doba obsega obdobje od okoli leta 1700 do 800/700 pr. n. št. Na slovenskem je še posebna, ker je takrat živela ena prvih samostojnih kultur na slovenskem: ljubljanski koliščarji. Čeprav njenih sledov ni najti na dolenjskem, je močno verjetno, da je njen vpliv segel tudi v dolino reke Krke. Misel je še toliko bolj verjetna, ker so arheologi v dolenjskih kraških jamah odkrili sledove prvih naseljencev, ki so si v njih dom poiskali v obdobju bronaste dobe. za Novo mesto in okolico pa je predvsem pomemben blišč žarnih grobišč, kar odsevajo najdbe z Mestnih njiv. V tej dobi se začne trajna poselitev novomeškega okolja v okljuku reke Krke. Žarno pokopavanje izvira iz Sredozemlja; ljudstvo, ki se je naselilo na tem območju, je s seboj prineslo navado sežiganja svojih preminulih. Njihov pepel so nato pokopali v lončenih posodah, na za to posebej izbranih krajih. V grob so priložili še orodje, orožje in druge pridatke. Treba je poudariti spretnosti lončarske izdelave na tem območju - okrasje in dimenzije posod so prav umetelno izvedene, tudi na bronastih izdelkih. Ker je rud za izdelavo brona na Slovenskem razmeroma malo, lahko sklepamo, da je že v bronasti dobi na tem območju cvetela tudi trgovina. 
O ljudstvu iz tega časa vemo zelo malo: vemo, da so hiše gradili iz kamna, lesa in zemlje. Poznali so obrt in ker v obrti vsi niso bili enako spretni, so nekateri v družbi uživali večji ugled, kar kaže na družbeno razslojenost. Ne poznamo pa njihovega jezika, običajev, verovanj ...
V železni dobi, ki jo delimo na starejšo (halštatsko) in mlajšo (latensko), je območje Dolenjske odigralo ključno vlogo v prenosu znanja o železarstvu iz Male Azije, prek Grčije do ostale Evrope. Mirno lahko zapišemo, da ti kraji ne prej ne kasneje niso več imeli tako pomembne vloge. Prihod novega ljudstva je povečal in zgostil prebivalstvo na tem območju, največji poudarek pa je skupščina sedaj dajala železarstvu. Še danes je na gričih moč opaziti obrambne nasipe, ki so jih ustvarili ljudje (bolj za obrambo pred zvermi, kot pred drugimi sovražniki). V novonastali družbi se je družbena razslojenost še povečala. Družina je bila zelo pomembna, saj so pokojne pokopavali v eno samo gomilo več generacij; nekatere celo toliko časa, da so gomile ob odkritju poimenovali kar 'dolenjske piramide'.
Lahko bi rekli, da je med vsemi srednjeevropskimi skupinami ravno dolenjska v tem času dosegla največji vzpon. Razvitost se ne kaže le v natančnosti izdelave in umetelnosti predmetov, temveč tudi v posebnem načinu pokopa, ki se je uveljavil v tem času. Svoje pokojne so v gomile polagali v krožnem redu, kar nakazuje na neznan obred oziroma način razmišljanja. Svojevrstni znaki materialne in duhovne kulture tega časa nam dokazujejo, da je dolenjski halštat 'najvidnejši predstavnik halštatske kulture'. Tu je treba omeniti situle, steklene jagode in fibule. Situl in steklenih jagod je bilo v Novem mestu najdenih največ na svetu. Prvič na dolenjsko kulturo niso vplivali zunanji dejavniki, temveč je razvoj obrti na tem prostoru ustvaril lastne načine izdelovanja in okraševanja; proizvodnja je torej morala preseči potrebe domačega okolja, saj je v tem obdobju trgovina bajno zacvetela. Najbolj izstopa nakit iz steklenih jagod. Zaradi številčnosti jih nikoli niso natančno prešteli, toda arheologi ocenjujejo, da če sta bili v nekem drugem evropskem halštatskem grobu najdeni dve jagodi, jih je bilo v dolenjskem najdenih tisočkrat več. Situl je bilo na tem območju do sedaj najdenih 22.
Kljub bogati trgovini in blaginji, ki jo je uživala dolenjska družba v halštatu, se žal ni organizirala v vojaško silo, ki bi kljubovala Grkom in kasneje Rimljanom. Zaton je doživela že s prihodom Keltov, ki so udrli na to območje, se pomešali z domačini in uvedli spet drugačno kulturo. Razcvet situl in steklenih jagod se je končal, dokončno pa se je 'zlata doba' Dolenjske končala s prihodom Rimljanov leta 35 pr. n. št., pod čigar vladavino je ostalo več stoletij.

### Nastanek in ustanovitev mesta
V šestem stoletju našega štetja so na slovensko območje prišli Slovani. Ljudstvo, ki je bilo v veliki večini kmečko, je kmalu naselilo strateško primerno dolino reke Krke in se tu stalno naselilo. Kmetovanje se je dobro razvilo šele v 12. stoletju, ko so se nehali vpadi na zahod prek dolenjskega območja in so kmetje lahko želi, kar so sejali. V tem obdobju se je tudi povečalo število naselij in skoraj doseglo današnje število.
V 13. stoletju se je kazala že močna potreba po pravem mestu na Dolenjskem. Kostanjevica, ki je bila prva od Dolenjskih naselji, ki so ji bile podeljene mestne pravice, je bila mesto bolj na papirju, kot v resnici in od otoškega mesta si pač ni bilo veliko obetati. V okolici je bilo še nekaj obetavnih trgov (Mokronog, Črnomelj, Metlika ...), toda strateško idilično postavljeno naselje v okljuku reke Krke je kar klicalo po ustanovitvi mesta. 
Približno tristo let - 1200 do 1500 - so se v tekmi za posest naše zemlje menjavale posamezne velikaške rodbine, vendar je bila ta tekma odločena že leta 1335 v korist Habsburžanov. Najvidnejši in najuspešnejši predstavnik habsburške politike je bil vojvoda Rudolf IV. Habsburški. Dvajsetleten je leta 1358 nasledil svojega očeta Albrehta, imenovanega »Modri«. Sedem let kasneje je umrl v Milanu. Bil je zet češkega kralja in nemškega cesarja Karla IV. Istega leta, kot je podpisal privilegijsko listino Novemu mestu, je ustanovil tudi univerzo na Dunaju, kar mu je prineslo vzdevek »Ustanovitelj«.
Za razliko od vseh starejših dolenjskih in krajnskih, pa tudi slovenskih mest, ki so jim bila njihove mestne pravice dodeljene ustno, tako da ni mogoče natančno ugotoviti leta njihove ustanovitve, so bile Novemu mestu dane 7. aprila 1365 v pisani obliki s posebno listino, ki so jo včasih imenovali ustavno pismo, danes pa pravilneje privilegijska listina. Ob ustanovitvi mesta je vojvoda sklenil tudi dogovor s stiškim opatom Petrom, s katerim sta si bila tudi sicer blizu. Opat in vojvoda sta izmenjala nekatere posesti ob novonastajajočem mestu in drugod. Nastajajočemu mestu v okljuku Krke je Rudolf dal naziv po svojem lastnem imenu Rudolfswerth (Rudolfovo pristanišče).
Ljudstvo je nastajajočo naselbino imenovalo kar Novo mesto, pa tudi v sočasni listini z dne 29. septembra 1365, ki jo hrani arhiv nemškega viteškega mesta na Dunaju, se ta nova naselbina imenuje Newestat (Novo mesto). Novo mesto je bilo sezidano po volji in ukazu vojvode Rudolfa, da bi v trgovsko in prometno pomembni dolini Krke in v središču Dolenjske ustanovil novo gospodarsko in upravnopolitično jedro in oporišče vse bolj proti Jadranu stremeči habsburški posesti. Ob ustanovitvi Novega mesta je bila meščanom zagotovljena osebna svoboda, mestna samouprava, lastni in voljeni sodniki, pravica do trgovanja in sejmov. Stoletje in pol je mesto cvetelo in postalo najpomembnejše med kraji na Kranjskem.
V 16. stoletju so kmečki upori, različne bolezni in nagel razvoj Karlovca znatno vplivali na nazadovanje mesta. Propad trgovine in obrti je bilo tako silovito, da so se ljudje pričeli izseljevati iz mesta in se pričeli ukvarjati s poljedelstvom. Nove trgovske poti Karlovca z Reko in Trstom so občutno zaobšle Novo mesto in tako še dodatno pripomogle k obubožanju mesta. Tako stanje je vladalo vse do začetka 18. stoletja.
Leta 1738 je skozi Novo mesto pričela delovati redna poštna zveza med Ljubljano in Karlovcem. Povezava je okrepila dogajanja v Novem mestu, tako da je bila leta 1746 ustanovljena gimnazija. V letu 1748 je mesto dobilo tudi okrožni urad (kresijo) in postalo pomembno upravno in kulturno središče dolenjske pokrajine. Mesto je leta 1778 pridobilo deško šolo, v letu 1816 pa še dekliško.
Leta 1850 je Novo mesto dobilo žandarmerijo in sodišče. Narodno prebujenje je doživelo Novo mesto ob 500-letnici svoje ustanovitve. Krepila se je narodna stranka in leta 1875 je bil sezidan Narodni dom, prvi na slovenskih tleh.
Novomeška občina je prišla v upravljanje Slovencev leta 1871, dokončno pa leta 1882. Slovenska narodna društva so se razvila zelo hitro. Leta 1894 je Novo mesto dobilo železnico, leta 1905 mestno hišo - Rotovž na Glavnem trgu, leta 1908 pa so s hišnih pročelij odstranili vse nemške napise. Po drugi svetovni vojni se je Novo mesto začelo hitro spreminjati. Naprej je bilo treba odpraviti posledice nemškega bombardiranja septembra in oktobra 1943.
Po vojni se je mesto gospodarsko razvijalo in postajalo pomembno industrijsko središče (Krka, Novoles, IMV, Novoteks). Leta 1952 je bila mimo mesta zgrajena pomembna cestna povezava, avtocesta Ljubljana - Zagreb (prvotno kot hitra cesta, v samostojni Sloveniji predelana v pravo štiripasovno avtocesto). Mesto se je širilo in primestna naselja so postala del mesta. V 1960 je bila zgrajena nova bolnišnica. V 70. letih je bil zgrajen nov cestni most v Ločni.

### 18. stoletje
Avstrijska prizadevanja za modernizacijo cesarstva so močno koristila Novemu mestu, saj je postalo eno najpomembnejših kranjskih mest. K temu je doprinesla izgradnja ceste med Ljubljano in Karlovcem (poštna zveza), ki jo je zgradil cesar Karel VI., še pomembnejše pa so bile za mesto reforme njegove hčere, Marije Terezije. Leta 1748 je Novo mesto imenovala za sedež enega od treh kranjskih okrožij (kresij), s čimer se je v Novem mestu povečalo število uradnikov. To je prineslo tudi večjo rabo nemškega jezika, vendar ni izpodrinilo slovenščine.
Z razvojem mesta se je pokazala potreba po ustanovitvi gimnazije, ki bi omogočala nadaljevanje šolanja po osnovni šoli. razlogi za ustanovitev novomeške gimnazije leta 1746 so bili tako materialni (za rešitev Novega mesta pred materialnim propadom), kot prizadevanje frančiškanov za začetek višje izobrazbe na dolenjskem. Tako je 3. novembra 1746 v prostorih novomeške gimnazije (danes Glasbena šola Marjana Kozine) s 66 dijaki prvič stekel pouk. Vse od ustanovitve je imelo vodstvo gimnazije (ki je prehajalo iz rok frančiškanov v roke države) težave s prostorom. Te so bile dokončno rešene leta 1912, ko je bila zgrajena nova stavba, v kateri gimnazija pouk izvaja še danes.
Mesto je svoje obzidje ohranilo vse do polovice 18. stoletja, zaradi nevarnosti turških vpadov. Ostanki še danes pričajo o nekdanji obrambi mesta in kje je potekala. Temu je sledila vrsta posegov, ki so jih prinesle reforme Marije Terezije in njenega sina, Jožefa II., ki so odpravili srednjeveško podobo mesta. Leta 1779 so podrli 'špitalsko' cerkev in prodali 'špital', v prenovljeno stavbo pa se je vselil urad (danes Knjižnica Mirana Jarca). Ob reki Krki je bila zgrajena vojašnica, leta 1785 pa je bilo prepovedano pokopavanje okoli kapiteljske cerkve (pokopališče je kasneje še nekajkrat zamenjalo lokacijo). Leta 1786 je bilo mestno obzidje porušeno in prodano, z nekaterimi stolpi vred, ki so danes vzidani v stavbe; te stojijo na nekdanjih vhodih v mesto (npr.: "Na vratih" ob študijski knjižnici).
Ukrepi, ki so sledili, so močno oslabili kulturni pomen Dolenjske in Novega mesta v slovenskem okolju; ukinjena sta bila stiški in kostanjeviški samostan, s čimer so se izgubila stoletja znanja, gospodarske, stanovanjske stavbe in cerkve pa so bile prepuščene same sebi. Kulturno dejavna je ostala v večini le še gimnazija.

#### Francoska okupacija
Konec 18. stoletja je celotno slovensko območje padlo v roke francoskega cesarstva. zaradi protiavstrijske nastrojenosti so Dolenjci, tako kot vsi Slovenci, Francoze videli kot odrešitelje. Dolenjska je tako padla pod nadzor Napoleonovih generalov, ki so okupiranim krajem nalagali visoke vojne davke; teh revni dolenjski kraji niso zmogli plačati in še preden je lahko Napoleonova vojska posredovala, so se v Kočevju že začeli upori, ki so se razširili vse do Novega mesta. Tu so francoski vojaki nastopili ostro in pobili mnogo kmečkih upornikov, jih zmetali v reko Krko ter požgali kapiteljsko pristavo na Marofu, Bršljin in Prečno.
Nova francoska oblast je prinašala veliko obljub o izboljšanju življenja, vendar je le redke uresničila. program novomeške gimnazije se je sicer zmanjšal na tri letnike, vendar je omogočal rabo slovenskega jezika. Prav tako je postalo življenje v Ilirskih provincah varnejše, prometne povezave pa so se izboljšale.

### Konec 19. in začetek 20. stoletja
V prvi polovici 19. stoletja Novo mesto ni uspelo narediti korenitih sprememb, ki bi obogatile tako mesto, kot njegovo okolico. Od ostalih dolenjskih mestec je ostajalo pomembnejše predvsem zaradi okrožnega sodišča in gimnazije, ki sta Novemu mestu dajala status kulturnega in uradovalnega središča Dolenjske. Leta 1873 se je v Novem mestu začela gradnja prvega narodnega doma na Slovenskem, ki stoji še danes (Sokolski dom); v njem so načrtovali prostore za slovensko ljudsko knjižnico, hranilnico, narodno gledališče, muzej ter šolo za narodni jezik, slovstvo in zgodovino.
Leta 1894 je mesto naposled dobilo železniško povezavo z Ljubljano, kar je nekoliko izboljšalo njegovo gospodarsko stanje; to bi doživelo še večji razcvet, če mesto ne bi rabilo čakati še nadaljnjih dvajset let na povezavo z Belo krajino. Istega leta so frančiškani odprli tudi svojo bolnišnico v Kandiji, s čimer je Novo mesto postalo zdravstveno središče Dolenjske, prav tako pa je opazno izboljšalo zdravstveno stanje prebivalstva. Leta 1908 se je v Novo mesto preselil tudi Drago Andrijanič, ki ga danes navajamo kot začetnika uspešne novomeške farmacevtske industrije (Krka).

## Kulturne in zgodovinske zanimivosti
- Breg
- Glavni trg, Novo mesto
- Kandijski most
- Narodni dom, Novo mesto
- Mestna hiša, Novo mesto
- Vodnjak na Glavnem trgu
- Bergmanova hiša
- Železniška postaja Kandija
- Grad Grm
- Gimnazija Novo mesto
- Trška gora
- Frančiškanska cerkev in samostan
- Kapiteljska cerkev sv. Miklavža
- Prosvetni dom, Novo mesto (Anton Podbevšek Teater)
- Šance, Novo mesto
- Knjižnica Mirana Jarca Novo mesto
- Reka Krka
- Dolenjski muzej
- Kettejev drevored
- Šmihelski most
- Ločenski most

## Mednarodno povezovanje
- Bihać, Bosna in Hercegovina
- Trnava, Slovaška
- Torunj, Poljska
- Herceg Novi, Črna gora
- Vršac, Srbija
- Leskovac, Srbija
- Brescia, Italija
- Jišing, Kitajska
- Vilafranca del Penedès, Španija
- Langenhagen, Nemčija

## Znane osebnosti, povezane z mestom
- Andrej Albrecht
- Jože Ambrožič
- Leopold Andrée
- Boris Andrijanič
- Albin Arko
- Jernej Arko
- Alenka Auersperger
- Franc Avsec
- Karel Bačer
- Ria Bačer
- Oton Bajc
- Janez Barle
- Igor Bavčar
- Matjaž Berger
- Marin Berovič
- Rok Biček
- Marjan Blažič
- Miha Blažič - N´Toko
- Rasto Božič
- Jani Brajkovič
- Danilo Breščak
- Marjan Brezovar
- Franc Brežnik
- Daniel Brkič
- Julij Bučar
- Mateja Bučar
- Marko Bulc
- Ivan Cesar (igralec)
- Jože Colarič
- Etbin Henrik Costa
- Mirjam Cvetič
- Karel Čerin
- Anton Debeljak
- Peter Defranceschi
- Maja Delak
- Fran Detela
- Marjan Dobovšek
- Slavko Dokl
- Jasna Dokl Osolnik
- Rihard Dolenc
- Stanislav Dolenc
- Ivan Dolenec
- Andrej Dular
- Janez Dular (slavist)
- Metod Dular
- Sašo Đukić
- Celestina Ekel
- Leon Engelman (literat)
- Anton Gothard Erberg
- Maver Fajdiga
- Janez Ferbar
- Anton Foerster
- Rudolf Gas
- Davorin Gazvoda
- Nejc Gazvoda
- Janez Adam Geiger
- Josip Germ
- Damjan Glavač
- Andrej Glavan
- Josip Globevnik pravnik
- Janez Frančišek Gnidovec
- Sonja Gole
- Tomaž Golob
- Gregor Golobič
- Lojze Golobič
- Tone Gošnik
- Stane Granda
- Dominik Gregl
- Jurij Gregorc
- Jože Gregorič 1912-43
- Jože Gričar
- Janez Gril
- Dušan Grom
- Edo Grom
- Slavko Grum
- Gusič - družina
- Albin Gutman
- Hipolit Novomeški /Janez Adam Geiger
- Ignacij Hladnik
- Janez Jurij Hočevar /Gottscheer
- Silva Hrašovec
- Rosana Hribar
- Zdravko Hribar
- Florentin Hrovat
- Ladislav Hrovat
- Tone Hrovat
- Božidar Jakac
- Jakob Novomeški /Auersperg
- Miha Japelj
- Evgen Jarc
- Janko Jarc
- Miran Jarc
- Franc Jelovšek
- Dušan Jereb
- Božidar Jezernik
- Branko Jordan
- Stanko Jug
- Matija Kastelec
- Kessler - družina
- Dragotin Kette
- Alojzij Knafelc
- Ignacij Knoblehar
- Tone Knez
- Janez Kobe
- Janez Koch
- Cvetka Kocjančič
- Ivan Kočevar
- Marjanca Kočevar
- Karol Bernard Kogl
- Janez Kolenc (pisatelj)
- Janez Kolenc
- Bogo Komelj
- Ivan Komelj
- Milček Komelj
- Franci Koncijila
- Rudi Koncilija
- Tomaž Koncilija
- Josip Kopač
- Božidar Kos
- Jože Kos
- Ivan Koštiál
- Veselko Kovač
- Viktor Kranjc
- Samo Kralj
- Ivan Kreft
- Marija Kovač- r. Kozina
- Tita Kovač Artemis
- Matjaž Kovačič
- Miloš Kovačič
- Marjan Kozina
- Pavel Kozina
- Janez Krajec
- Edvard Kramar
- Vekoslav Kramarič
- Marko Kranjec
- Borut Križ
- Ivica Križ
- Anton Kuhn
- Andrej Kumar
- Mihael Kumar
- Vladimir Lamut
- Jožef Lap
- Rado Lenček
- Ivan Lenković
- Jurij Levičnik
- Robert Lozar
- Igor Lukšič
- Stanislav Lukšič
- Gregor Luštek
- Franci Kek
- Gregor Macedoni
- Ernst Mach
- Milan Markelj
- Mihael Markič
- Jožef Matijevič
- Jana Menger
- Ivanka Mestnik
- Božidar Metelko
- Franc Serafin Metelko
- Pavel Mihelčič
- Pino Mlakar in Pia Mlakar
- Bojan Mohar
- Miran Mohar
- Polidor de Montagnana
- Mordax - družina
- Jurij Moškon
- Marjan Moškon
- Alojz Muhič
- Jani Muhič
- Simon Muhič
- Jože Munda
- Drago Mušič
- Janez Mušič
- Lojze Mušič
- Ljuban Mušič
- Marjan Mušič
- Rajko Nahtigal
- Irena Novak Popov
- Peter Novak
- Miloš Oprešnik
- Janko Orač
- Bogdan Osolnik
- Marjan Osolnik
- Kristijan Ostanek
- Edvard Pajnič
- Franc Papež
- Ignac Pavlič
- Franc Perko - župan
- Gotfrid Pfeifer
- Janez Pipan
- Franjo Pirc
- Franc Pirkovič
- Ivo Pirkovič
- Jelka Pirkovič
- Viktor Pirnat
- Janez Planinšek
- Anton Podbevšek
- Janez Podboj
- Kajetan Popotnik
- Albin Poznik
- Jože Prešeren
- Julija Primic
- Anton Puc
- Stojan Puc
- Milan Pugelj
- Jože Pungerčar
- Marija Mojca Pungerčar
- Bojan Radovič
- Edvard Ravnikar
- Boris Režek
- Josip Režek
- Filip Robar Dorin
- Stanko Rohrman
- Viktor Rohrman
- Viljem Rohrman
- Tomaž Romih
- Ervina Ropas
- Zora Ropas
- Jožef Rosina
- Drago Rustja
- Zora Rupena - Katja
- Julij Saje
- Marija Saje
- Hugolin Sattner
- Franc Nikolaj Sedej
- Ferdinand Seidl
- Jože Sever
- Majna Sevnik
- Borut Simič
- Bohuslav Skalicky
- Bogo Skalicky
- Zdenko Skalicky
- Oton Skola
- Karel Slanc
- Jurij Slatkonja
- Vera Smole
- Franc Smolik
- Jurij Slatkonja
- Matjaž Smodiš
- Slavko Splichal
- Fran Stanič
- Jelka Stanič
- Tone Starc
- Ignacij Staudacher
- Emil Stefanovič
- Janez Andrej Stemberg
- Anton Edvard Jožef Strahl
- Josip Strašek
- Marica Strnad
- Ludvik Strobl
- Štefan Suhi
- Romana Šalehar
- Cveto Šali
- Severin Šali
- Franc Andrej Šega
- Ruža Šegedin
- Damijan Šinigoj
- Amat Škerlj
- Stanko Škerlj
- Tone Škerlj
- Jože Škufca
- Ciril Šlebinger
- Janko Šlebinger
- Mansvet Šmajdek
- Drago Šproc
- Cirila Štebi
- Alojzij Štrukelj
- Leon Štukelj
- Fran Šuklje
- Karel Toš
- Tone Trdan
- Janez Trdina
- Alojz Turk
- Alojzij Turk
- Josip Turk
- Germaikus Turn
- Peter Urh
- Ivan Vasič
- Marjeta Vasič
- Ilka Vašte
- Janez Nepomuk Vesel
- Simon Vilfan
- Danilo Vojska
- Edvard Volčič
- Ludvik Vrtačič
- Janez Vertin
- Ivan Vrhovec
- Kastul Weibl
- Maja Weiss
- Josip Wester
- Marija Wirgler = Marija Jezernik
- Irena Yebuah Tiran
- Marijan Zadnikar
- Janez Zafred
- Franc Zagorc
- Meta Zagorc
- Helena Zalokar
- Asta Znidarčič
- Ivo Zobec
- Živko Zobec
- Ivan Zoran
- Josip Zurc
- Viktor Zupančič
- Fran Zwitter
- Danica Ževart (r. Zupančič)
- Anton Žlogar
- Jože Župančič

## Literarno Novo mesto
V Novem mestu so bili rojeni, se v njem šolali ali ustvarjali številni slovenski pesniki, pisatelji in dramatiki. Danes so po njih poimenovane kulturne ustanove, ulice, nagrade,drevored, peš poti in sprehajališča. V spomin na njihovo dejavnost v mestu stojijo spomeniki, spominske plošče in drugi kulturni spomeniki. 